# Соломна
Соло́мна — село в Україні, у Волочиській міській громаді Хмельницького району Хмельницької області. Населення становить 1111 осіб. До 2018 орган місцевого самоврядування — Соломнянська сільська рада.

## Географія
Селом тече річка Безіменна.

## Історія
7 (20) листопада 1917 року, відповідно до Третього Універсалу Української Центральної Ради, увійшло до складу Української Народної Республіки.
12 червня 2020 року, відповідно до розпорядження Кабінету Міністрів України № 727-р «Про визначення адміністративних центрів та затвердження територій територіальних громад Хмельницької області», увійшло до складу Волочиської міської громади.
19 липня 2020 року, в результаті адміністративно-територіальної реформи та ліквідації Волочиського району, увійшло до складу новоутвореного Хмельницького району.

## Населення

### Мова
Розподіл населення за рідною мовою за даними :
| Мова       | Кількість | Відсоток |
| ---------- | --------- | -------- |
| українська | 1104      | 99.37 %  |
| російська  | 5         | 0.45 %   |
| білоруська | 2         | 0.18 %   |
| Усього     | 1111      | 100 %    |

## Символіка
Затверджена 18 липня 2023 р. рiшенням № 18-29/2023 XXIX сесії міської ради VIII скликання. Автор — В. М. Напиткін.

### Герб
Щит скошений зліва золотим і лазуровим. В першій частині червоне сонце з шістнадцятьма променями, в другій срібний здиблений кінь з золотими копитами, що спирається на золоте колесо від воза. Щит вписаний в декоративний картуш і увінчаний золотою сільською короною. Унизу картуша напис «СОЛОМНА» і дата «1625».
Золотий кут означає солому (назва села), кінь і колесо — символ постоялого двору, що існував в селі.

### Прапор
Квадратне полотнище поділене від нижнього древкового кута висхідною діагоналлю на жовте і синє поля. На верхній частині червоне сонце з шістнадцятьма хвилястими променями, на нижній жовте колесо від воза.

## Уродженці
- Шестак Василь Васильович (1992—2014) — солдат Збройних сил України, учасник російсько-української війни.

## Голодомор в Соломній
За даними різних джерел у селі у 1932—1933 роках загинуло близько 50 чоловік. На сьогодні встановлено імена 24. Мартиролог укладений на підставі поіменних списків жертв Голодомору 1932—1933 років, складених Соломнянською сільською радою. Поіменні списки зберігаються в Державному архіві Хмельницької області.
За даними різних джерел у селі у 1932—1933 роках загинуло близько 50 чоловік. На сьогодні встановлено імена 24. Мартиролог укладений на підставі поіменних списків жертв Голодомору 1932—1933 років, складених Соломнянською сільською радою. Поіменні списки зберігаються в Державному архіві Хмельницької області.
- Бобра Ганна Василівна, 29 р.,1932 р.,
- Бобра Іван Іванович, 32 р., 1933 р.,
- Бобра Микола Іванович, 2 р., 1932 р.,
- Войтович Григорій Іванович, 34 р., 1933 р.,
- Войтович Давид Васильович, 57 р., 1933 р.,
- Ґудзь Василь Прокопович, 50 р., українець, хлібороб, одноосібник, 31.08.1933 р.,
- Гонтар Федір Федорович, 1932 р., 1932 р.,
- Дикун Ілля Лукович, 34 р., 1933 р.,
- Дідович Сергій Іванович, 51 р., 1933 р.,
- Донбусь Пилип Вікторович, 45 р., 1933 р.,
- Козій Мефодій Кіндратович, 61 р., 1933 р.,
- Корецький Іван Гаврилович, 26 р., 1933 р.,
- Корецький Петро Дмитрович, 42 р., 1932 р.,
- Корецький Федір Гаврилович, 17 р., 1933 р.,
- Пипа Пилип Іванович, 46 р., 1932 р.,
- Пипа Пилип Семенович, 52 р., 1933 р.,
- Радунь Юрій Васильович, 47 р., 1932 р.,
- Роган Захар Іванович, 29 р., 1933 р.,
- Роган Михайло Андрійович, 32 р., 1933 р.,
- Романов Станіслав Петрович, 43 р., 1933 р.,
- Терникоза Матвій Якович, 45 р., 1933 р.,
- Школьник Олена Григорівна, 54 р., 1933 р.,
- Яцишин Михайло Петрович, 27 р., 1932 р.,

## Галерея

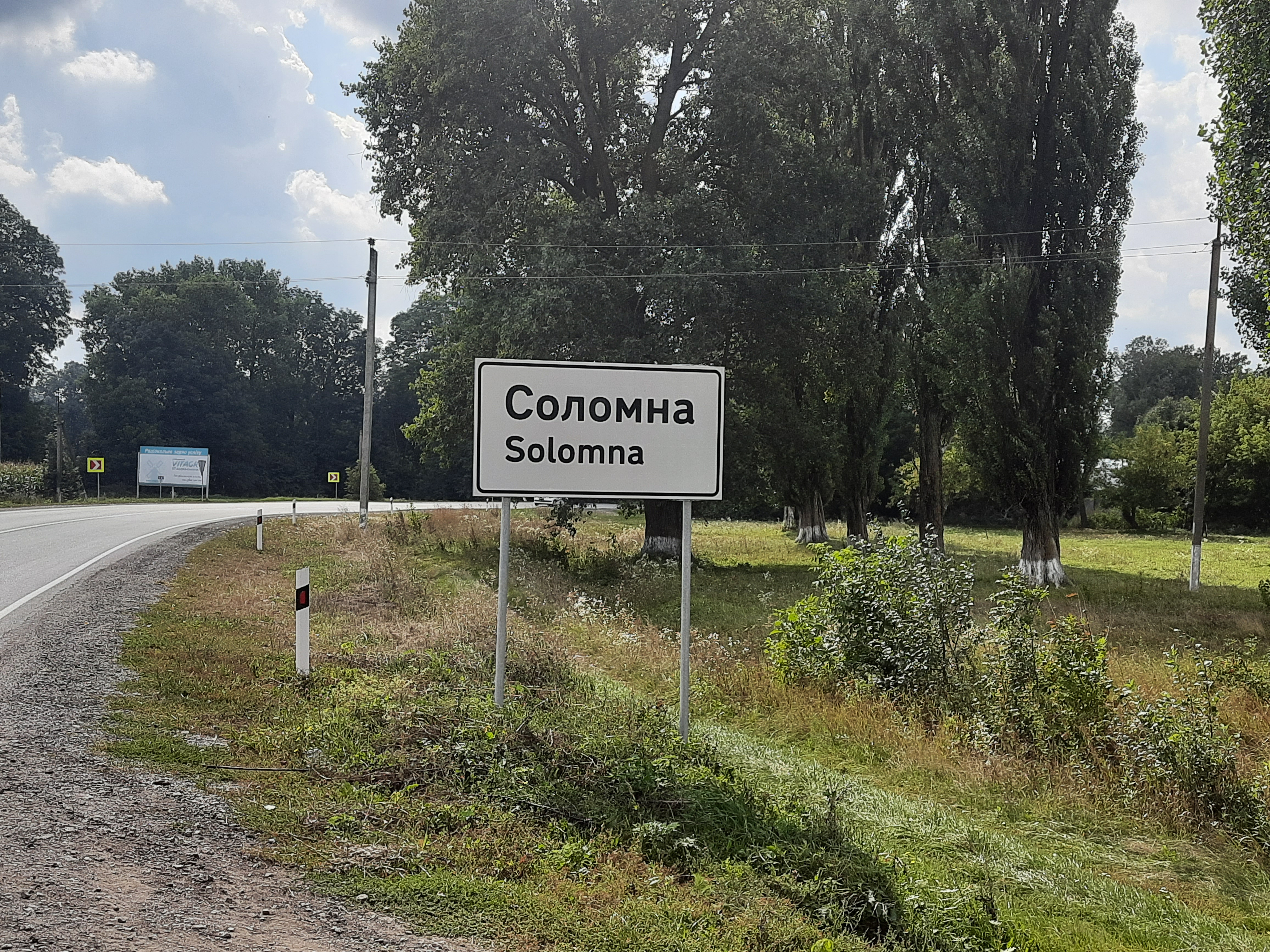
Дорожній знак при в'їзді в село
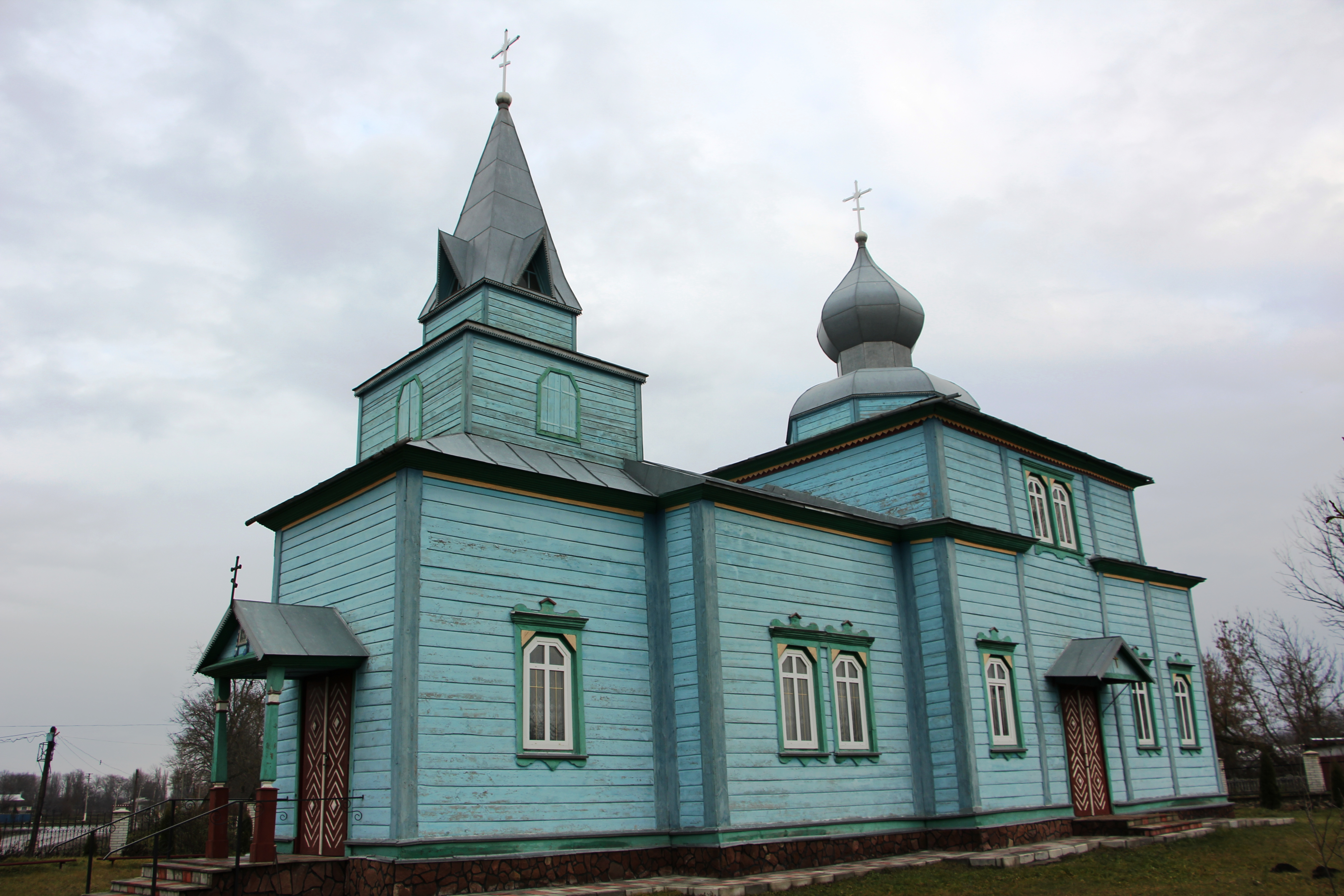
Церква Різдва Богородиці 1902
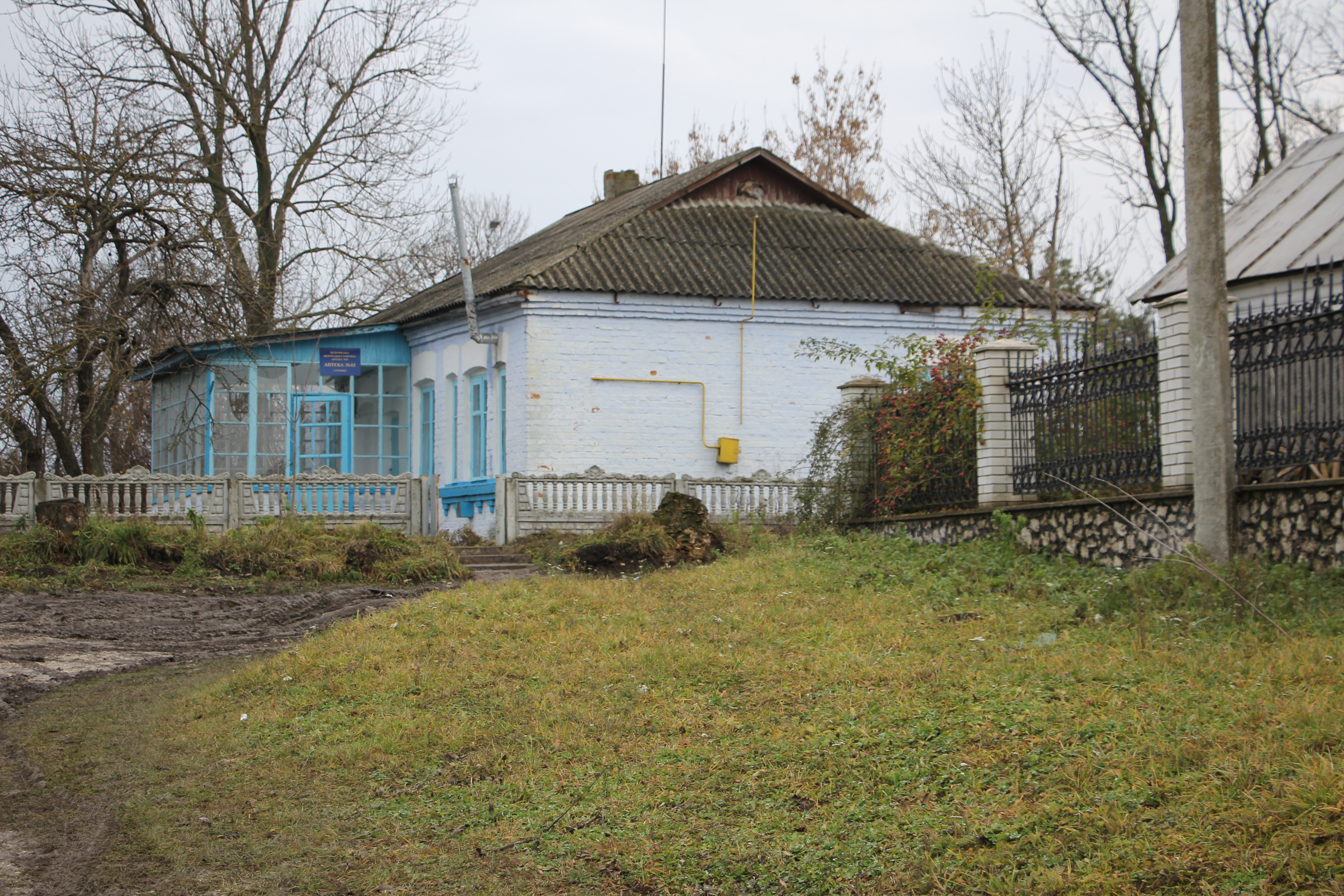
Аптека
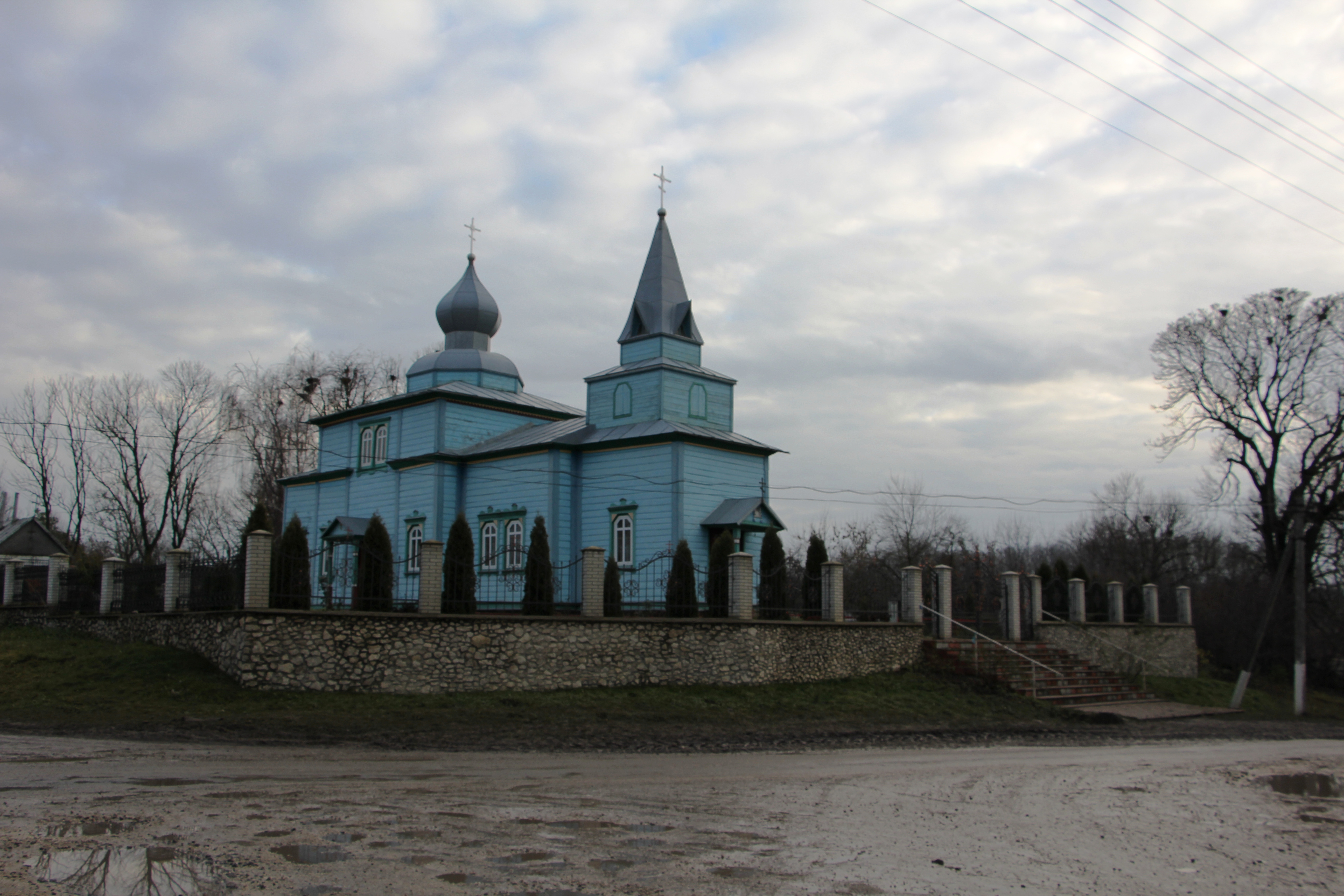
Церква Різдва Богородиці 1902
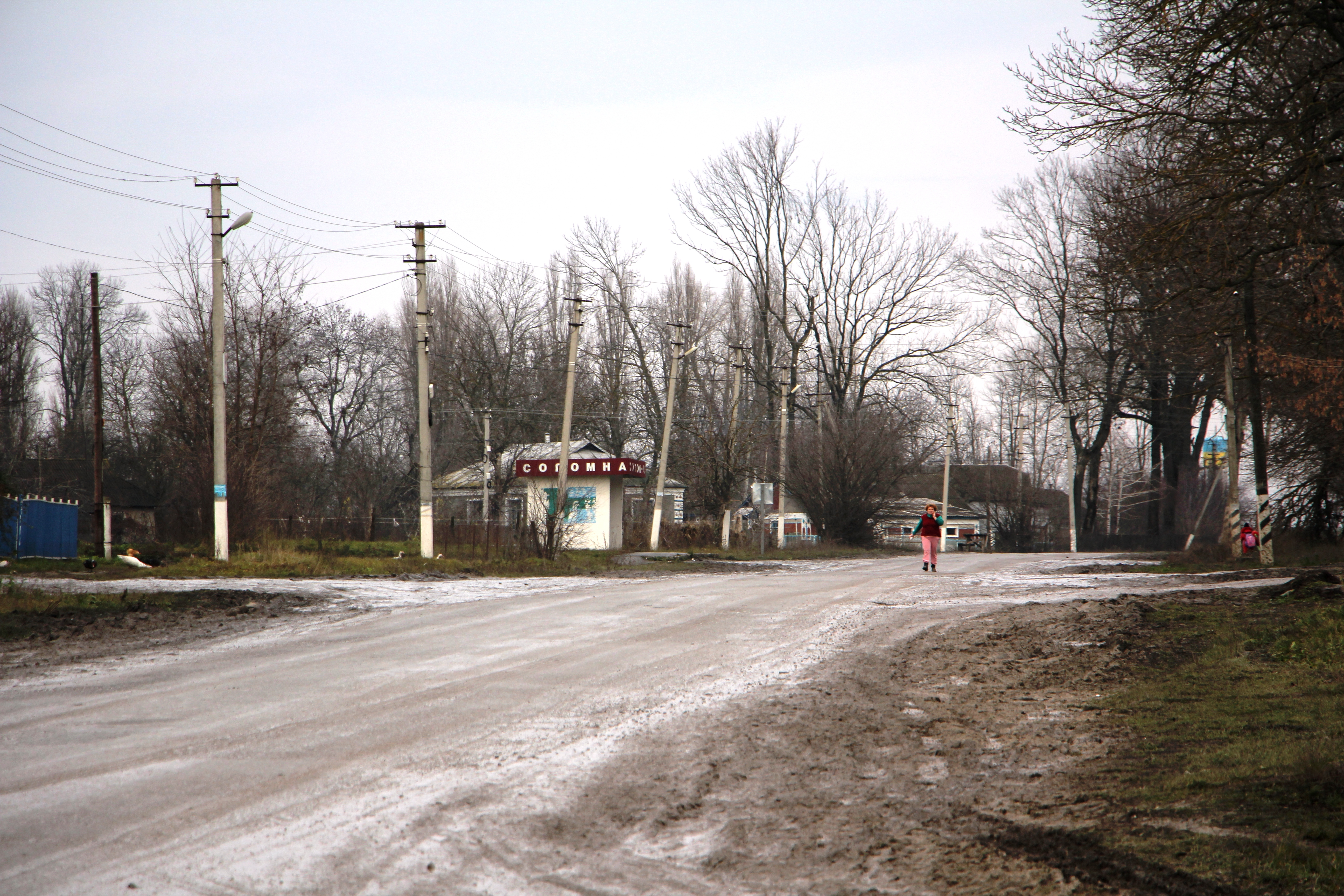
Сільська дорога
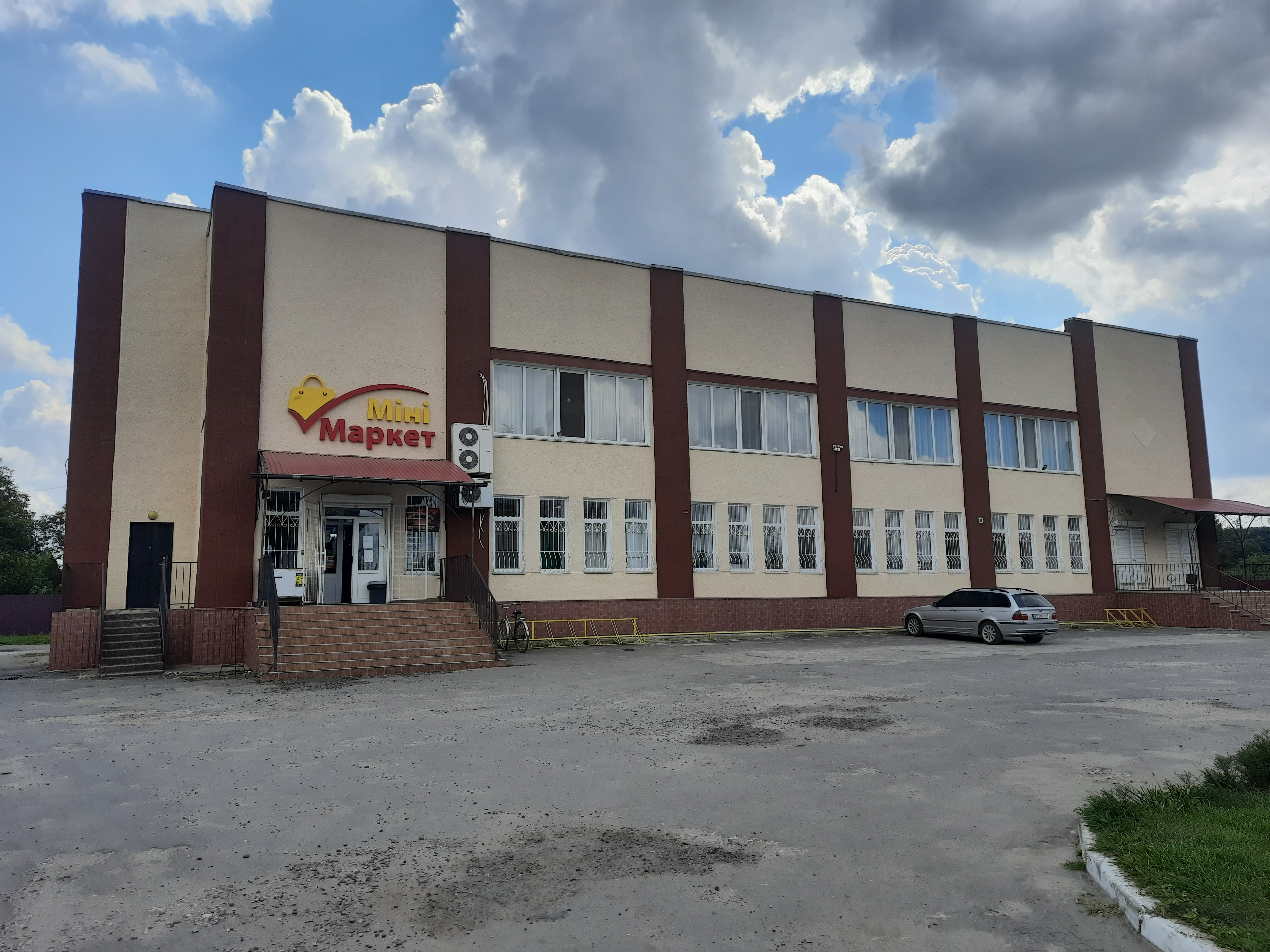
Крамниця
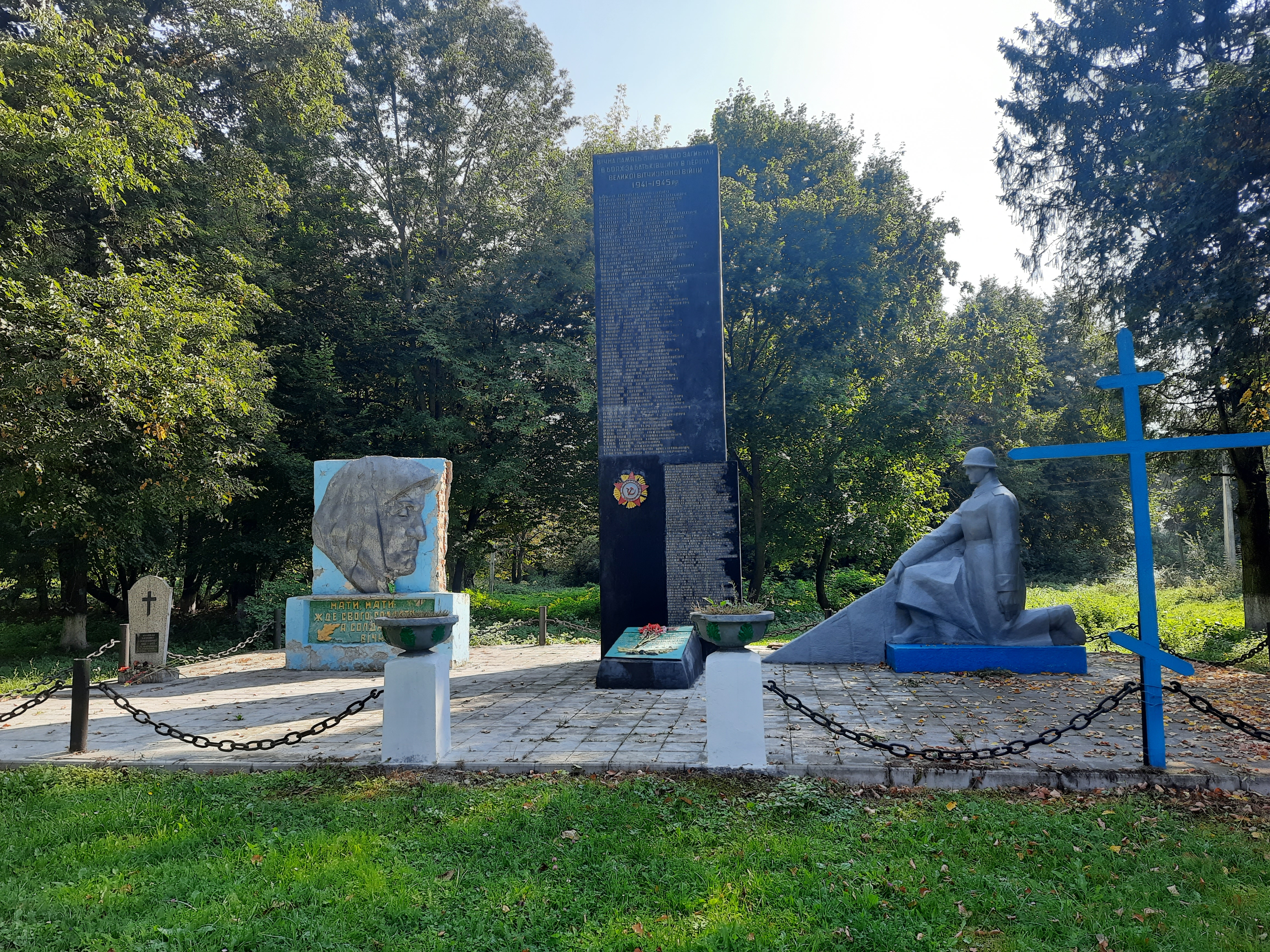
Пам'ятний знак на честь воїнів-односельців
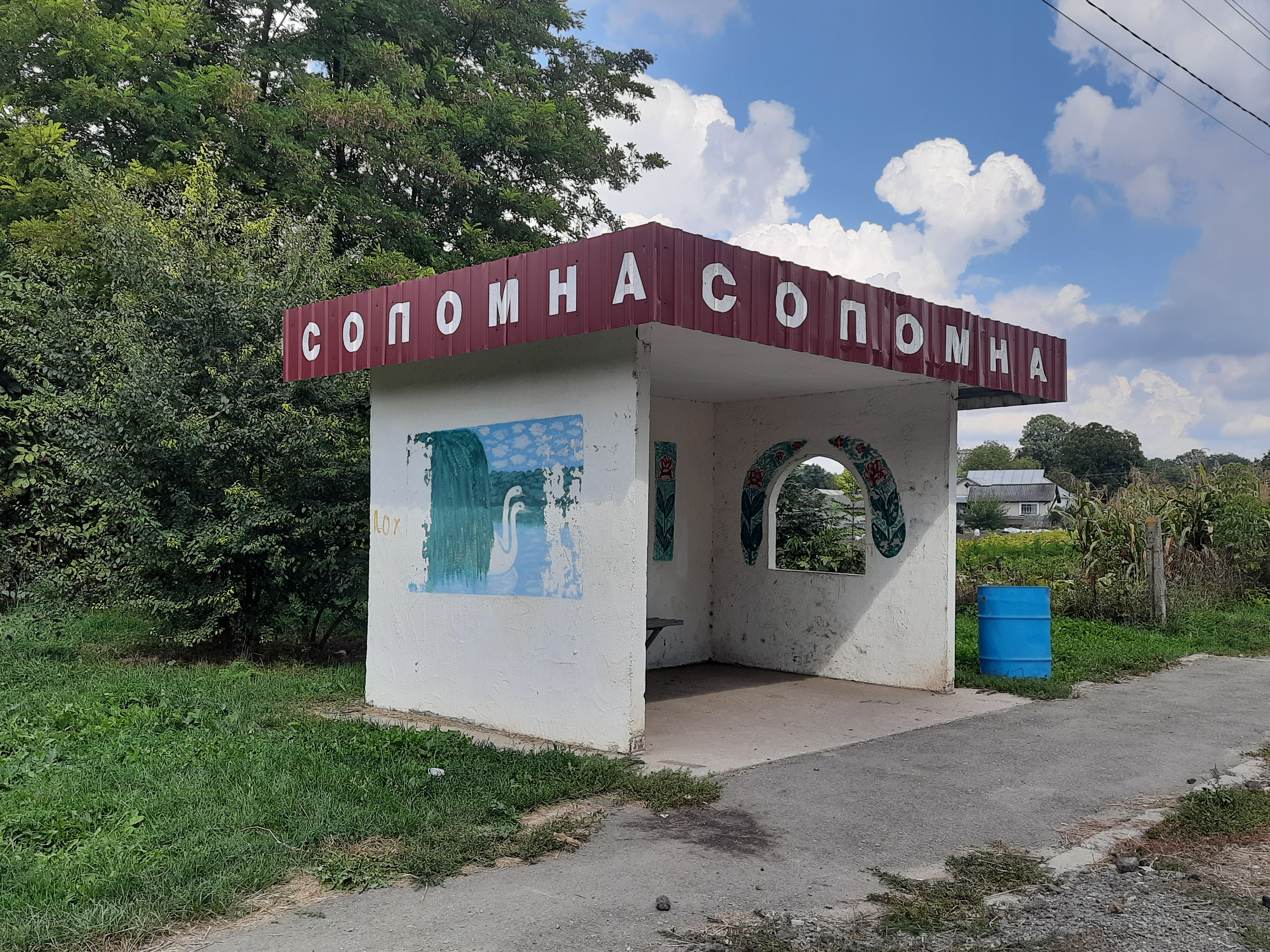
Автобусна зупинка